# Bunomys andrewsi
Bunomys andrewsi är en däggdjursart som först beskrevs av J. A. Allen 1911.  Bunomys andrewsi ingår i släktet Bunomys och familjen råttdjur. IUCN kategoriserar arten globalt som livskraftig. Inga underarter finns listade.
En population som beskrevs 1935 som Bunomys heinrichi räknas numera till Bunomys andrewsi.
Denna gnagare förekommer på centrala och södra Sulawesi samt på mindre öar i samma region. Arten vistas i låglandet och i medelhöga bergstrakter upp till 1400 meter över havet. Habitatet utgörs av olika slags skogar och buskskogar.